# Semana Santa en Sorbas
La Semana Santa en Sorbas (Almería) es una de las celebraciones culturales más importantes de la localidad. Un total de cinco cofradías y once imágenes procesionan desde el Viernes de Dolores hasta el Domingo de Resurrección en diez desfiles procesionales. El pueblo entero se vuelca con su Semana Santa, sus Cofradías y las Imágenes a las que veneran. Aunque las influencias sevillanas se han dejado notar ligeramente, en general, es una Semana Santa que mantiene su estética y tradición original. Los tronos son portados por horquilleros vestidos con gorros o "faraonas" y túnicas con capa recogida mediante cíngulo. 
Es una fecha en la que la localidad se llena de turistas, visitantes y muchos sorbeños que viven fueran y vuelve por estas fechas de primavera para reencontrarse con familia y amigos. 

## Historia

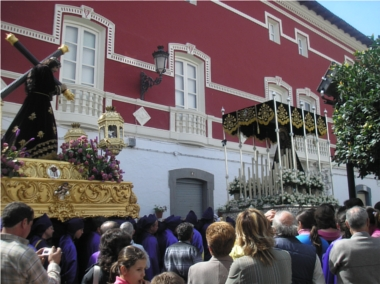
Encuentro de cofradías en la Mañana del Viernes Santo

Los orígenes de la Semana Santa sorbeña se pierden en el tiempo, encontrándose probablemente a mediados del siglo XVI, poco después de la conquista Cristiana, cuando hay constancia de la fundación de las primeras Hermandades de Sorbas como la del Santísimo Sacramento (Jesús Nazareno), la de la Virgen (Dolorosa) y las Ánimas Benditas. También en el siglo XVIII, época de mayor esplendor en cuanto a la religiosidad popular, existen documentos que nos habla de la Cofradía del Rosario. Ya en el siglo XIX aparecerá la Cofradía de San Juan Evangelista.
Durante el  siglo XX los desfiles procesionales se celebraron de manera regular, exceptuando el forzado paréntesis de la II República (1931) y la guerra civil española (1936-1939); volviendo a resurgir en la década de los años 40, al término de la contienda.
Como dato anecdótico, la Semana Santa sorbeña mantiene la tradición popular de seguir un orden más o menos cronológico de los episodios de la Pasión, Muerte y Resurrección de Jesucristo.

## Hermandades y Cofradías de Penitencia

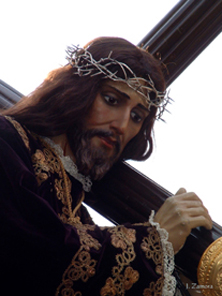
Imagen actual del Nazareno, copia del destruido en 1936.

### Cofradía de Nuestra Señora de las Angustias
Finalizada la Guerra Civil, en 1939 Don Diego Contreras, natural de Sorbas, decide encargar a los famosos Talleres Rius de Barcelona, las imágenes de San Roque, patrón de Sorbas, San Antonio de Padua y un grupo escultórico de Nuestra Señora de las Angustias, advocación que no existía en Sorbas con anterioridad a la Guerra.
Ese mismo año, las imágenes llegan a la localidad, siendo recibidas por gran número de devotos. Ntra. Sra. de las Angustias fue trasladada en barco desde Barcelona hasta el Puerto de Almería y en camión hasta Sorbas, realizándose una procesión hasta su nueva capilla dentro de la Iglesia Parroquial.
Hay que destacar gran devoción levantada por la imagen desde los primeros años, quedando patente en la participación del paso de Ntra. Sra. de las Angustias en la Magna Procesión Mariana celebrada el 8 de diciembre de 1954 en la capital almeriense con motivo de la Clausura del Año Santo Mariano, proclamado por Pío XII por el centenario de la proclamación del Dogma de la Inmaculada Concepción. En el acto participaron casi una veintena de imágenes marianas de toda la provincia.
A lo largo de su historia, se han sucedido cuatro hermanos mayores: D. Joaquín Amérigo Molina, D. José Angulo Salinas, D. José Zamora Rojas y D. Carlos A. Sánchez Angulo.
En la actualidad, la Cofradía cuenta con más de un centenar de hermanos, los cuales ayudan a llevar a cabo grandes proyectos como la realización del Retablo de la Capilla de Ntra. Sra. de las Angustias o el manto procesional de terciopelo bordado en oro.

### Cofradía de Nuestra Señora de los Dolores y Nuestra Señora del Rosario.

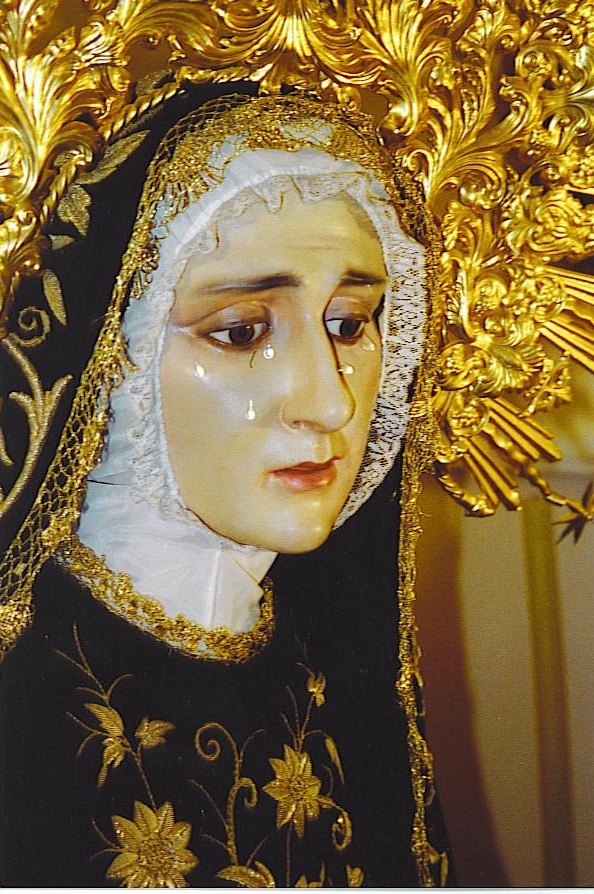
Nuestra Señora de los Dolores

## Desfiles Procesionales, horarios y otros actos

### Viernes de Dolores
20:00 horas - Último día de Triduo a Ntra. Sra. de los Dolores y Santa Misa por los hermanos difuntos de la Cofradía.
22:00 horas - Procesión de Ntra. Sra. de los Dolores en las andas antiguas, realizadas en madera tallada y sobredorada.
- Cofradía de Nuestra Señora de los Dolores y Ntra. Sra. del Rosario.
- Salida: Iglesia Parroquial Santa María de Sorbas
- Itinerario:  Iglesia de Santa María, Plaza de la Constitución, Andalucía, Purísima, Torres Cartas, Terraplén, Calvario, San José, Tomás Valera, Pedro Álvarez, Agüero Rulls, González Ros, Cabo Meléndez, Plaza de la Constitución (rodeando la plaza) hacia el templo de Santa María.

### Domingo de Ramos
10:00 horas - Procesión de las Palmas con la imagen de Jesús de la Humildad en su entrada triunfal en Jerusalén, más conocida como "la Borriquita". Todo el pueblo acompaña a la imagen de la Borriquita vestidos de hebreos, con palmas y ramos de olivo.
- Cofradía de San Juan Evangelista, Santa María Magdalena y Jesús de la Humildad en su entrada triunfal en Jerusalén.
- Salida: Desde la Ermita de San Roque (Barrio de las Alfarerías) hasta la Iglesia Parroquial de Santa María.
- Itinerario: Plaza de las Alfarerías, Calle Fuente, Canalejas, Tomás Valera, San José, Calvario, Terraplén, Regimiento de la Corona, Andalucía, Plaza de la Constitución y Templo.

12:00 horas - Santa Misa de Domingo de Ramos en la Iglesia Parroquial de Santa María.

### Miércoles Santo
18:30 horas - Último día de Triduo a Ntro. Padre Jesús Nazareno y Santa Misa por los hermanos difuntos de la Archicofradía.
22:00 horas - Procesión-Vía Crucis con la Imagen de Ntro. Padre Jesús Nazareno, portando un cáliz en sus manos, en lugar de la habitual cruz, representando el pasaje bíblico de la Oración en el Huerto, en el que Jesús pide al Padre: "Dios mio, aparta de mi este cáliz, pero que no se haga mi voluntad, sino la tuya".
- Archicofradía de Nuestro Padre Jesús Nazareno, Cristo de la Buena Muerte, Cristo en el Sepulcro y Jesús Resucitado.
- Salida: Desde la Iglesia Parroquial de Santa María hasta el Calvario y regreso al templo.
- Itinerario:  Iglesia de Santa María, Plaza de la Constitución, Andalucía, Purísima, Torres Cartas, Terraplén, Calvario, San José, Tomás Valera, Pedro Álvarez, Agüero Rulls, González Ros, Cabo Meléndez, Plaza de la Constitución (rodeando la plaza) hacia el templo de Santa María.

### Jueves Santo

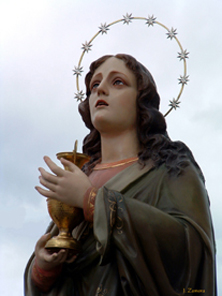
Santa María Magdalena

17:00 horas - Celebración de los Oficios en la Iglesia Parroquial, donde se celebra la Liturgia de la Santa Cena y se representa el episodio del Lavatorio de pies. 
18:00 horas - Hora Santa en el altar del Monumento de Jueves Santo, ubicado en la Capilla Sacramental de la Iglesia Parroquial. 
19:30 horas - Tradicional recogida de banderas por las calles de la localidad, acompañando al pasacalles una banda de música. 
21:00 horas - Procesión general con el siguiente orden de salida de las Cofradía:
- 'Archicofradía de Nuestro Padre Jesús Nazareno, Cristo de la Buena Muerte, Cristo en el Sepulcro y Jesús Resucitado': Procesiona con su Imagen Titular, Ntro. Padre Jesús Nazareno cargando con la cruz.

- Cofradía de la Nuestra Señora de la Esperanza Macarena: Procesiona con su imagen titular, Ntra. Sra. de la Esperanza Macarena.

- Cofradía de Nuestra Señora de las Angustias: Procesiona con su imagen titular, Ntra. Sra. de las Angustias.

- Cofradía de San Juan Evangelista, Santa María Magdalena y Jesús de la Humildad en su entrada triunfal en Jerusalén: Procesionan con el paso de misterio, en el que aparecen San Juan Evangelista y Santa María Magdalena.

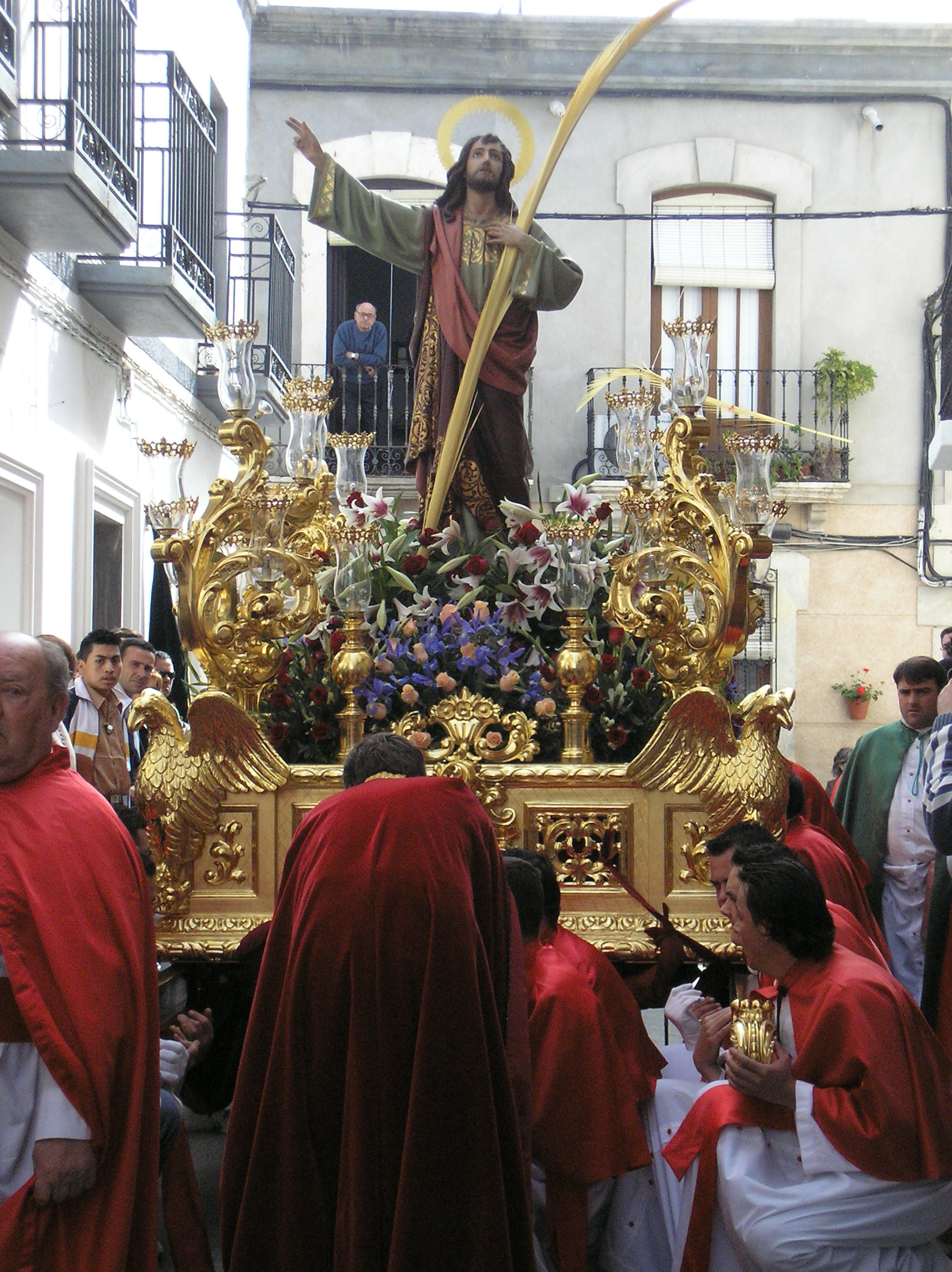
San Juan Evangelista

- Salida: Desde la Iglesia Parroquial de Santa María hasta el Calvario y regreso al templo.
- Itinerario:  Iglesia de Santa María, Plaza de la Constitución, Andalucía, Purísima, Torres Cartas, Terraplén, Calvario, San José, Tomás Valera, Pedro Álvarez, Agüero Rulls, González Ros, Cabo Meléndez, Plaza de la Constitución (rodeando la plaza) hacia el templo de Santa María.

### Viernes Santo
Al amanecer, se celebra el tradicional Vía Crucis hasta el Calvario con la Imagen de Ntro. Padre Jesús Nazareno: 
07:00 horas - Procesión-Vía Crucis con la Imagen de Ntro. Padre Jesús Nazareno, portando la cruz camino del Gólgota. 
- Archicofradía de Nuestro Padre Jesús Nazareno, Cristo de la Buena Muerte, Cristo en el Sepulcro y Jesús Resucitado.
- Salida: Desde la Iglesia Parroquial de Santa María hasta el Calvario y regreso al templo.
- Itinerario:  Iglesia de Santa María, Plaza de la Constitución, Andalucía, Purísima, Torres Cartas, Terraplén, Calvario, San José, Tomás Valera, Pedro Álvarez, Agüero Rulls, González Ros, Cabo Meléndez, Plaza de la Constitución (rodeando la plaza) hacia el templo de Santa María.

Mañana
09:30 horas - Procesión del Encuentro, en la que participan las imágenes de Ntro. Padre Jesús Nazareno, Santa María Magdalena, San Juan Evangelista y Ntra. Sra. de los Dolores, representando el momento en que Jesús, cargando la cruz camino del Calvario, se encuentra con Santa María Magdalena y San Juan Evangelista, los cuales, al verlo corre a avisar a su madre, en este caso Ntra. Sra. de los Dolores, que es la última en acercarse al trono del Señor.
- Archicofradía de Nuestro Padre Jesús Nazareno, Cristo de la Buena Muerte, Cristo en el Sepulcro y Jesús Resucitado.
- Cofradía de San Juan Evangelista, Santa María Magdalena y Jesús de la Humildad en su entrada triunfal en Jerusalén.
- Cofradía de Nuestra Señora de los Dolores y Ntra. Sra. del Rosario.
- Salida: Desde la Iglesia Parroquial de Santa María, Encuentro en la Plaza de la Constitución y regreso al templo.
- Itinerario: Cada imagen sigue un recorrido distinto, para encontrarse primero en la Calle San José y más tarde en la Plaza de la Constitución, y luego seguir las tres cofradías juntas el mismo itinerario hasta la Iglesia de Santa María.

Mediodía
12:00 horas - Procesión de Nuestra Señora de las Angustias, conocida más popularmente como "Procesión del Mediodía", en la que la cofradía ponen en la calle a su Dolorosa a los pies de la cruz, sosteniendo a su Hijo muerto en su regazo. La procesión concluye con el canto de la Salve a la Virgen, mientras los horquileros la levantan a pulso y el descendimiento de Cristo de los brazos de la Virgen para trasladarlo al interior del templo, simbolizando el traslado al Sepulcro. 
- Cofradía de Nuestra Señora de las Angustias.
- Salida: Iglesia Parroquial de Santa María.
- Itinerario:  Iglesia de Santa María, Plaza de la Constitución, Andalucía, Purísima, San José, Tomás Valera, Pedro Álvarez, Agüero Rulls, González Ros, Cabo Meléndez, Plaza de la Constitución (rodeando la plaza) hacia el templo de Santa María.

Tarde
17:00 - Celebración de los Oficios en la Iglesia Parroquial, donde se celebra la Liturgia de la Adoración a la Santa Cruz. 
18:30 horas - Recogida de banderas por las calles de la localidad
19:00 horas - Procesión de Nuestra Señora de la Esperanza Macarena.
- Cofradía de la Nuestra Señora de la Esperanza Macarena.
- Salida: Iglesia Parroquial de Santa María.
- Itinerario:  Iglesia de Santa María, Plaza de la Constitución, Andalucía, Purísima, San José, Tomás Valera, Pedro Álvarez, Agüero Rulls, González Ros, Cabo Meléndez, Plaza de la Constitución (rodeando la plaza) hacia el templo de Santa María.

Noche
22:00 horas - Solemne Procesión del Santo Entierro, en el que participan todas las cofradías en el siguiente orden de salida:
- 'Archicofradía de Nuestro Padre Jesús Nazareno, Cristo de la Buena Muerte, Cristo en el Sepulcro y Jesús Resucitado': Procesiona con las imágenes del Cristo de la Buena Muerte y el Santo Sepulcro; acompañados por gran cantidad de mantillas e insignias de todas las cofradías sorbeñas; así como de una representación de la corporación municipal, el juez de paz, el Párroco y la Guardia Civil.

- Cofradía de la Nuestra Señora de la Esperanza Macarena: Procesiona con su imagen titular, Ntra. Sra. de la Esperanza Macarena.

- Cofradía de Nuestra Señora de las Angustias: Procesiona con su imagen titular, Ntra. Sra. de las Angustias, sin la imagen de Cristo Yacente, el cual se expone sobre la mesa de altar de retablo de su capilla.

- Cofradía de San Juan Evangelista, Santa María Magdalena y Jesús de la Humildad en su entrada triunfal en Jerusalén: Procesionan con los tronos de San Juan Evangelista y Santa María Magdalena.
- Cofradía de Nuestra Señora de los Dolores y Ntra. Sra. del Rosario. Procesiona con su Imagen Titular, Ntra. Sra. de los Dolores, bajo palio.

- Salida: Desde la Iglesia Parroquial de Santa María.
- Itinerario:  Iglesia de Santa María, Plaza de la Constitución, Andalucía, Purísima, Torres Cartas, Terraplén, Calvario, San José, Tomás Valera, Pedro Álvarez, Agüero Rulls, González Ros, Cabo Meléndez, Plaza de la Constitución (rodeando la plaza) hacia el templo de Santa María.

### Sábado Santo
22:00 horas - Procesión de la Soledad, en la que procesiona Ntra. Sra. de los Dolores en las andas antiguas, realizadas en madera tallada y sobredorada.
- Cofradía de Nuestra Señora de los Dolores y Ntra. Sra. del Rosario.
- Salida: Iglesia Parroquial Santa María de Sorbas
- Itinerario:  Iglesia de Santa María, Plaza de la Constitución, Andalucía, Purísima, Torres Cartas, Terraplén, Calvario, San José, Tomás Valera, Pedro Álvarez, Agüero Rulls, González Ros, Cabo Meléndez, Plaza de la Constitución (rodeando la plaza) hacia el templo de Santa María.

00:00 horas - Misa de Pascua de Resurrección.

### Domingo de Resurrección
10:00 horas - Procesión del Encuentro de Resurrección. Las siguientes imágenes procesionan sin música, como símbolo de luto por la Muerte de Cristo, por las calles del pueblo:
- Archicofradía de Nuestro Padre Jesús Nazareno, Cristo de la Buena Muerte, Cristo en el Sepulcro y Jesús Resucitado, con la imagen de Ntro. Padre Jesús Resucitado.
- Cofradía de San Juan Evangelista, Santa María Magdalena y Jesús de la Humildad en su entrada triunfal en Jerusalén, con las imágenes de San Juan Evangelista y Santa María Magdalena.
- Cofradía de Nuestra Señora de los Dolores y Ntra. Sra. del Rosario, con la imagen de Ntra. Sra. del Rosario, bajo palio.

Al salir, cada cofradía realiza un itinerario distinto, encontrándose en la Plaza de la Constitución. El primero en llegar es Cristo Resucitado, que espera el encuentro con Santa María Magdalena, que corre de alegría a avisar a la Virgen. Seguidamente llega el momento del encuentro con San Juan Evangelista, colocado en un antiguo trono de pequeñas dimensiones, para poder realizar el tradicional "voleillo" y la "Carrerilla de San Juan" en el momento de encontrarse con Cristo Resucitado. Por último llega Ntra. Sra. del Rosario, cubierta por un manto negro, en señal de luto y en total silencio.
El momento glorioso ocurre cuando la imagen de la Virgen se encuentra con Cristo. En este momento cae el manto negro de la Virgen, descubriendo un manto y saca color rosado que muestra su alegría. Los tronos de Jesús Resucitado y Ntra. Sra. del Rosario se levantan a pulso, mientras el público lanza flores. Las campanas de la iglesia comienzan a repicar y la Banda 'Santa Cecilia' interpreta el Himno Nacional, seguido de marchas triunfales y alegres. Toda la plaza, llena de público, aplaude y celebra la Resurrección del Señor. 
Finalmente las imágenes realizan una procesión por las calles del pueblo hasta llegar a la Iglesia de Santa María.
- Salida: Iglesia Parroquial Santa María de Sorbas, Encuentro en la Plaza de la Constitución y vuelta al Templo.
- Itinerario:  Encuentro en la Plaza de la Constitución, Calle San Andrés, Tomás Valera, Pedro Álvarez, Agüero Rulls, González Ros, Cabo Meléndez, Plaza de la Constitución (rodeando la plaza) hacia el templo de Santa María.

## Tradiciones
Son varias las tradiciones asociadas a la Semana Santa Sorbeña; entre las que podemos destacar el gran surtido de dulces típicos, como pueden ser los buñuelos, los 'papaviejos', los pestiños, los roscos fritos,... Todos ellos contienen una mezcla de azúcar y canela.
Las albóndigas de bacalao en la comida, también es algo típico, ya que la Cuaresma requiere no comer carne los viernes.
Otra tradición es la de vestirse las mujeres de mantilla para acompañar a las imágenes de sus cofradías durante los desfiles procesionales.

## Banda de Música 'Santa Cecilia' de Sorbas
Aunque ya en el año 1876 Sorbas contaba con una banda, no fue hasta el año 1982 cuando se funde la actual banda. Este año la Banda de Música 'Santa Cecilia' de Sorbas actuó por primera vez; y fue precisamente en la Semana Santa Sorbeña.
Actualmente cuenta con más de 80 integrantes y viste con chaqueta cruzada y pantalón de color negro, corbata azul marino, y elementos decorativos como escudos en dorado. Actualmente, actúa en la Semana Santa en Almería, tras las Hermandades de la Estrella, Pasión, Amor y Prendimiento. También salen fuera de la provincia, concretamente el Jueves Santo, desplazándose hasta Málaga, donde acompañan al Nazareno del Paso, de la Archicofradía de la Esperanza de Málaga. 
En Sorbas actúan el Domingo de Ramos, tras Jesús de la Humildad 'La Borriquita'; el Viernes Santo, tras la Virgen de las Angustias en las procesiones del Mediodía y de la Noche; y el Domingo de Resurrección, tras las Cofradías que conforman la procesión del Encuentro.
También ha actuado en otros puntos de la geografía andaluza y española, como Jerez de la Frontera, El Viso del Alcor, Sevilla, Córdoba, Granada, Murcia, Valencia o Aranda de Duero. Además de la Semana Santa también actúan en fiestas Patronales, Romerías, Procesiones de Gloria, etc; Así como cada año realizan varios conciertos para el Pueblo Sorbeño, como el de Navidad o el de Santa Cecilia. Es Considerada una de las mejoras Bandas de música dentro y fuera de la provincia de Almería.